# Nudospongilla cunningtoni
Nudospongilla cunningtoni är en svampdjursart som först beskrevs av James Barrie Kirkpatrick 1906.  Nudospongilla cunningtoni ingår i släktet Nudospongilla och familjen Spongillidae. Inga underarter finns listade i Catalogue of Life.